# سرافینا (نیومکزیکو)
سرافینا (به انگلیسی: Serafina) یک منطقهٔ مسکونی در ایالات متحده آمریکا است که در نیومکزیکو واقع شده‌است. سرافینا ۱٬۸۹۱٫۰ متر بالاتر از سطح دریا قرار دارد.